# Вьен (округ)
Вьен (фр. Vienne) — округ (фр. Arrondissement) во Франции, один из округов в регионе Рона-Альпы. Департамент округа — Изер. Супрефектура — Вьен.
Население округа на 2006 год составляло 199 747 человек. Плотность населения составляет 161 чел./км². Площадь округа составляет всего 1237 км².

## Административное деление
В состав округа Вьен входят 8 кантонов:
1. Борепер
2. Ла-Кот-Сент-Андре
3. Эрьё
4. Пон-де-Шерюи
5. Roussillon
6. Сен-Жан-де-Бурне
7. Vienne-Nord
8. Vienne-Sud